# 4e étape du Tour de France 2006
La 4e étape du Tour de France 2006 s'est déroulée le 5 juillet entre Huy et Saint-Quentin sur une distance de 207 km.

## Résultats

### Sprints
| Sprint intermédiaire de Beaumont (km 103) | Sprint intermédiaire de Beaumont (km 103) | Sprint intermédiaire de Beaumont (km 103) | Sprint intermédiaire de Beaumont (km 103) | Sprint intermédiaire de Beaumont (km 103) |
| ----------------------------------------- | ----------------------------------------- | ----------------------------------------- | ----------------------------------------- | ----------------------------------------- |
|                                           | Coureur                                   | Pays                                      | Équipe                                    | Point(s)                                  |
| 1er                                       | Egoi Martínez                             | ESP                                       |                                           | 6                                         |
| 2e                                        | Laurent Lefèvre                           | FRA                                       |                                           | 4                                         |
| 3e                                        | Cédric Coutouly                           | FRA                                       |                                           | 2                                         |
| modifier                                  |                                           |                                           |                                           |                                           |

| Sprint intermédiaire de Sains-du-Nord (km 135.5) | Sprint intermédiaire de Sains-du-Nord (km 135.5) | Sprint intermédiaire de Sains-du-Nord (km 135.5) | Sprint intermédiaire de Sains-du-Nord (km 135.5) | Sprint intermédiaire de Sains-du-Nord (km 135.5) |
| ------------------------------------------------ | ------------------------------------------------ | ------------------------------------------------ | ------------------------------------------------ | ------------------------------------------------ |
|                                                  | Coureur                                          | Pays                                             | Équipe                                           | Point(s)                                         |
| 1er                                              | Egoi Martínez                                    | ESP                                              |                                                  | 6                                                |
| 2e                                               | Laurent Lefèvre                                  | FRA                                              |                                                  | 4                                                |
| 3e                                               | Christophe Mengin                                | FRA                                              |                                                  | 2                                                |
| modifier                                         |                                                  |                                                  |                                                  |                                                  |

| Sprint intermédiaire de Bernot (km 188) | Sprint intermédiaire de Bernot (km 188) | Sprint intermédiaire de Bernot (km 188) | Sprint intermédiaire de Bernot (km 188) | Sprint intermédiaire de Bernot (km 188) |
| --------------------------------------- | --------------------------------------- | --------------------------------------- | --------------------------------------- | --------------------------------------- |
|                                         | Coureur                                 | Pays                                    | Équipe                                  | Point(s)                                |
| 1er                                     | Egoi Martínez                           | ESP                                     |                                         | 6                                       |
| 2e                                      | Laurent Lefèvre                         | FRA                                     |                                         | 4                                       |
| 3e                                      | Christophe Mengin                       | FRA                                     |                                         | 2                                       |
| modifier                                |                                         |                                         |                                         |                                         |

### Cols et côtes
| 1. Côte de Peu d'Eau, 3e catégorie (km 13) | 1. Côte de Peu d'Eau, 3e catégorie (km 13) | 1. Côte de Peu d'Eau, 3e catégorie (km 13) | 1. Côte de Peu d'Eau, 3e catégorie (km 13) | 1. Côte de Peu d'Eau, 3e catégorie (km 13) |
| ------------------------------------------ | ------------------------------------------ | ------------------------------------------ | ------------------------------------------ | ------------------------------------------ |
|                                            | Coureur                                    | Pays                                       | Équipe                                     | Point(s)                                   |
| 1er                                        | Jérôme Pineau                              | FRA                                        |                                            | 4                                          |
| 2e                                         | David de la Fuente                         | ESP                                        |                                            | 3                                          |
| 3e                                         | Fabian Wegmann                             | GER                                        |                                            | 2                                          |
| 4e                                         | Pierrick Fédrigo                           | FRA                                        |                                            | 1                                          |
| modifier                                   |                                            |                                            |                                            |                                            |

| 2. Côte de Falaën, 4e catégorie (km 57.5) | 2. Côte de Falaën, 4e catégorie (km 57.5) | 2. Côte de Falaën, 4e catégorie (km 57.5) | 2. Côte de Falaën, 4e catégorie (km 57.5) | 2. Côte de Falaën, 4e catégorie (km 57.5) |
| ----------------------------------------- | ----------------------------------------- | ----------------------------------------- | ----------------------------------------- | ----------------------------------------- |
|                                           | Coureur                                   | Pays                                      | Équipe                                    | Point(s)                                  |
| 1er                                       | Laurent Lefèvre                           | FRA                                       |                                           | 3                                         |
| 2e                                        | Egoi Martínez                             | ESP                                       |                                           | 2                                         |
| 3e                                        | Cédric Coutouly                           | FRA                                       |                                           | 1                                         |
| modifier                                  |                                           |                                           |                                           |                                           |

### Classement de l'étape
| Classement de la 1re étape | Classement de la 1re étape | Classement de la 1re étape | Classement de la 1re étape     | Classement de la 1re étape |
|                            | Coureur                    | Pays                       | Équipe                         | Temps                      |
| -------------------------- | -------------------------- | -------------------------- | ------------------------------ | -------------------------- |
| 1er                        | Robbie McEwen              | AUS                        | Davitamon-Lotto                | en 4 h 59 min 50 s         |
| 2e                         | Isaac Gálvez               | ESP                        | Caisse d'Épargne-Illes Balears | + 0 s                      |
| 3e                         | Óscar Freire               | ESP                        | Rabobank                       | + 0 s                      |
| 4e                         | Thor Hushovd               | NOR                        | Crédit agricole                | + 0 s                      |
| 5e                         | Tom Boonen                 | BEL                        | Quick Step-Innergetic          | + 0 s                      |
| 6e                         | David Kopp                 | GER                        | Gerolsteiner                   | + 0 s                      |
| 7e                         | Daniele Bennati            | ITA                        | Lampre                         | + 0 s                      |
| 8e                         | Francisco Ventoso          | ESP                        | Saunier Duval-Prodir           | + 0 s                      |
| 9e                         | Michael Albasini           | SUI                        | Liquigas                       | + 0 s                      |
| 10e                        | Bernhard Eisel             | AUT                        | La Française des jeux          | + 0 s                      |
| modifier                   |                            |                            |                                |                            |

- prix de la combativité : Egoi Martínez  Espagne

## Classements à l'issue de l'étape

### Classement général
| Classement général à la 3e étape | Classement général à la 3e étape | Classement général à la 3e étape | Classement général à la 3e étape | Classement général à la 3e étape |
|                                  | Coureur                          | Pays                             | Équipe                           | Temps                            |
| -------------------------------- | -------------------------------- | -------------------------------- | -------------------------------- | -------------------------------- |
| 1er                              | Tom Boonen                       | BEL                              | Quick Step-Innergetic            | en 19 h 52 min 13 s              |
| 2e                               | Michael Rogers                   | AUS                              | T-Mobile                         | + 1 s                            |
| 3e                               | George Hincapie                  | USA                              | Discovery Channel                | + 5 s                            |
| 4e                               | Thor Hushovd                     | NOR                              | Crédit agricole                  | + 7 s                            |
| 5e                               | Egoi Martínez                    | ESP                              | Discovery Channel                | + 10 s                           |
| 6e                               | Robbie McEwen                    | AUS                              | Davitamon-Lotto                  | + 12 s                           |
| 7e                               | Paolo Savoldelli                 | ITA                              | Discovery Channel                | + 15 s                           |
| 8e                               | Daniele Bennati                  | ITA                              | Lampre                           | + 15 s                           |
| 9e                               | Floyd Landis                     | USA                              | Phonak                           | + 16 s                           |
| 10e                              | Vladimir Karpets                 | RUS                              | Caisse d'Épargne-Illes Balears   | + 17 s                           |
| modifier                         |                                  |                                  |                                  |                                  |

### Classement par points
| Classement par points | Classement par points | Classement par points | Classement par points | Classement par points |
| --------------------- | --------------------- | --------------------- | --------------------- | --------------------- |
|                       | Coureur               | Pays                  | Équipe                | Point(s)              |
| 1er                   | Robbie McEwen         | AUS                   | Davitamon-Lotto       | 100 points            |
| 2e                    | Tom Boonen            | BEL                   | Quick Step-Innergetic | 91 pts                |
| 3e                    | Daniele Bennati       | ITA                   | Lampre                | 86 pts                |
| modifier              |                       |                       |                       |                       |

### Classement du meilleur grimpeur
| Classement du meilleur grimpeur | Classement du meilleur grimpeur | Classement du meilleur grimpeur | Classement du meilleur grimpeur | Classement du meilleur grimpeur |
| ------------------------------- | ------------------------------- | ------------------------------- | ------------------------------- | ------------------------------- |
|                                 | Coureur                         | Pays                            | Équipe                          | Point(s)                        |
| 1er                             | Jérôme Pineau                   | FRA                             | Bouygues Telecom                | 21 points                       |
| 2e                              | David de la Fuente              | ESP                             | Saunier Duval-Prodir            | 17 pts                          |
| 3e                              | Fabian Wegmann                  | GER                             | Gerolsteiner                    | 14 pts                          |
| modifier                        |                                 |                                 |                                 |                                 |

### Classement du meilleur jeune
| Classement général du meilleur jeune | Classement général du meilleur jeune | Classement général du meilleur jeune | Classement général du meilleur jeune | Classement général du meilleur jeune |
|                                      | Coureur                              | Pays                                 | Équipe                               | Temps                                |
| ------------------------------------ | ------------------------------------ | ------------------------------------ | ------------------------------------ | ------------------------------------ |
| 1er                                  | Markus Fothen                        | GER                                  | Gerolsteiner                         | en 19 h 52 min 38 s                  |
| 2e                                   | Benoît Vaugrenard                    | FRA                                  | La Française des jeux                | + 3 s                                |
| 3e                                   | Philippe Gilbert                     | BEL                                  | La Française des jeux                | + 11 s                               |
| modifier                             |                                      |                                      |                                      |                                      |

### Classement par équipes
| Classement par équipes | Classement par équipes | Classement par équipes | Classement par équipes |
|                        | Équipe                 | Pays                   | Temps                  |
| ---------------------- | ---------------------- | ---------------------- | ---------------------- |
| 1re                    | Discovery Channel      | États-Unis             | en 59 h 37 min 25 s    |
| 2e                     | CSC                    | Danemark               | + 1 s                  |
| 3e                     | T-Mobile               | Allemagne              | + 2 s                  |
| modifier               |                        |                        |                        |